# Meine van Veen
Meine van Veen (Blankenham, 18 februari 1893 - Zuidhorn, 16 december 1970) was een Nederlandse leraar en politicus.
Hij begon zijn carrière in het onderwijs en was onder andere leraar staatswetenschappen en geschiedenis. In 1931 werd hij directeur van de HBS in Hoorn. Dezelfde functie bekleedde hij later in Zwolle en Groningen, waar hij in 1941 door de bezetter werd ontslagen. Na de bevrijding was hij korte tijd redactiechef van het dagblad Het Vrije Volk.
Van Veen was sinds 1914 lid van de SDAP en later van opvolger PvdA. Van 1946 tot 1958 was hij burgemeester van Enschede. Hij speelde een belangrijke leidinggevende rol bij de wederopbouw van deze in de oorlog tweemaal gebombardeerde stad. Na zijn pensionering was hij korte tijd waarnemend burgemeester van Doetinchem. Daarna was hij twee maanden staatssecretaris van oorlog in het Kabinet-Drees III, als opvolger van de wegens de helmenaffaire afgetreden F.J. Kranenburg. Van 1959 tot 1966 was hij Regeringscommissaris voor het Radiowezen.
Zijn oudste zoon Thijs was later hoofdredacteur van Het Vrije Volk en hoogleraar strafrecht aan de Rijksuniversiteit Groningen.
- Biografisch Portaal: 15278279
- Parlement.com: vicdc0xq90mj